# Kościół Narodzenia Najświętszej Maryi Panny w Bodzanowicach
Kościół Narodzenia Najświętszej Maryi Panny – rzymskokatolicki kościół parafialny znajdujący się w Bodzanowicach (gmina Olesno). Świątynia należy do parafii Narodzenia Najświętszej Maryi Panny w Bodzanowicach w dekanacie Gorzów Śląski, diecezji opolskiej.

## Historia kościoła
Drewniany kościół zbudowany w 1447 spalono wraz z zabudowaniami w czasie wojny trzydziestoletniej. W 1655 (wg „Roczników Diecezji Opolskiej”) o. Jakub Ślimański odbudował kościół, który został poświęcony w 1679. Potwierdzają to protokoły wizytacyjne z lat 1679 i 1687, w czasie, gdy proboszczem był tam “Franciscus Slimonski”; protokół z 1679 r. podaje wymiary kościoła w łokciach: 30 × 15 (= 18,84 × 9,42 rn); protokół następny opisuje kościół dokładniej:

…po zmurszałym starym zbudowany na nowo przed ośmiu laty (…) nie jest konsekrowany, a jedynie pobłogosławiony. Jest cały drewniany, dość przestronny i jasny, przekrycie jest z desek całe w formie sklepienia, podłoga w prezbiterium ceglana, w nawie z belek (…) zakrystia drewniana, dosyć jasna (…) galeria 1 w nawie, kościół wewnątrz niemalowany (…) jest jedna krypta grobowa sklepiona, luteranie są grzebani w starym kościele (…) dzwonnica drewniana stara, stoi osobno z 2 dzwonami, trzeci jest w wieżyczce nad kościołem…

W roku 1934 przeniesiony do Ciasnej (powiat Lubliniec), zwrócony prezbiterium ku południu; zrębowy, na podmurowaniu ceglanym. Wieża słupowa; nawa prostokątna; prezbiterium 3-bocznie zamknięte wewnątrz sklepienia; w połowie długości nawy belka z wypisanymi datami budowy i przenosin. Wyposażenie kościoła odnowione w XX wieku: ołtarz główny barokowy (II poł. XVII w.) z rzeźbarni dwóch świętych i z obrazem św.Trójcy; 2 ołtarze boczne (XVII w.); ambona barokowa (XVII w.); chrzcielnica drewniana barokowa (II poł. XVII w.); Stacje Drogi Krzyżowej (prawdopodobnie I połowa. XIX w.). Kościół spłonął w 1985 roku.
W jego miejsce wybudowano nową, murowaną świątynię. W 1990 wichura zerwała połowę górnego dachu kościoła (dach został pokryty blachą miedzianą). W 2008 roku Henryk Hober z Olesna wybudował 16-głosowe organy. W lipcu 2011 roku została wymieniona na miedzianą kopułę wieży kościelnej. Stara została zdjęta ze względu na bardzo zły stan. Przy okazji tego remontu wymieniono konstrukcję dzwonów i instalację elektryczną w wieży.

## Architektura i wnętrze kościoła
W kościele parafialnym znajdują się liczne zabytki. Do najcenniejszych należą:
- ołtarz – tryptyk z pięcioma figurami pochodzącymi z końca XV w. szkoły Wita Stwosza
- chrzcielnica i Pietà z 1650 także szkoły Wita Stwosza.
- gotycka Madonna tronująca z 1380 roku, z kościoła w Sadowie, przekazana w latach 80. XX w. do Muzeum Śląska Opolskiego w Opolu.
- 5 rzeźb z XV-wiecznego tryptyku[5].